# Anders Timell
Carl Anders Nils Timell, född 8 oktober 1965 i Stockholm, är en svensk programledare och krögare.

## Biografi
Anders Timell är son till direktören Staffan Timell och Ebon Thunelius samt  bror till Martin Timell.
Han medverkade i radioprogrammet Äntligen morgon tillsammans med Gry Forssell på Mix Megapol men valde att inte förlänga efter årsskiftet 2017/2018. Han var källarmästare på Riche och Teatergrillen i Stockholm men har även valt att lämna sitt arbete där. 
Sedan hösten 2011 har han arbetat som "speak-over" på TV3.
Under våren 2012 medverkade Anders Timell i Let's dance på TV4. 2014 blev han backstagereporter i Gladiatorerna och programledare för matlagningsprogrammet Timells skärgårdskök (premiär 7 april 2014), som utspelar sig på Martin Timells lantställe på Mjölkö i Stockholms skärgård. Båda programmen visas i TV4.

### Familj
Anders Timell är sedan 2018 gift med Charlotte Wiktorsson, med vilken han fick en dotter 2017.

### Medverkan i TV
- 2012 – Let's Dance (TV-serie)
- 2014 – Timells skärgårdskök (TV-serie)
- 2014 – Gladiatorerna (TV-serie)
- 2018 – Tror du jag ljuger? (TV-serie)